# 조엘 워터먼
조엘 로버트 워터먼(영어: Joel Robert Waterman, 1996년 1월 24일~)은 캐나다의 축구 선수로 포지션은 수비수이다. 현재 메이저 리그 사커의 CF 몽레알과 캐나다 축구 국가대표팀 소속으로 활동하고 있다.